# Fallos
Fallos (phallos) er et udtryk der bruges om det mandlige kønsorgan. Ordet stammer fra græsk: φαλλός, erigeret penis.
Udtrykket bruges ofte i forbindelse med analyser bygget på Freuds teorier: Fallosformede objekter er at betragte som fallossymboler og dermed også som seksuelle.